# Halve marathon van Egmond 2021
De halve marathon van Egmond stond gepland op zondag 10 januari 2021. Begin november 2020 vond de organisator van deze wedstrijd Le Champion het vanwege de Coronapandemie niet verantwoord om de komende tijd wedstrijden te organiseren. De organisatie heeft alle sportevenementen tot maart 2021 geannuleerd. Hier vielen ook de strandrace Egmond-pier-Egmond en de de Groet uit Schoorl Run onder. De inschrijving was niet geopend omdat dat niet eerlijk was tegenover de deelnemers.
1973 ·
1974 ·
1975 ·
1976 ·
1977 ·
1978 ·
1979 ·
1980 ·
1981 ·
1982 ·
1983 ·
1984 ·
1985 ·
1986 ·
1987 ·
1988 ·
1989 ·
1990 ·
1991 ·
1992 ·
1993 ·
1994 ·
1995 ·
1996 ·
1997 ·
1998 ·
1999 ·
2000 ·
2001 ·
2002 ·
2003 ·
2004 ·
2005 ·
2006 ·
2007 ·
2008 ·
2009 ·
2010 ·
2011 ·
2012 ·
2013 ·
2014 ·
2015 ·
2016 ·
2017 ·
2018 ·
2019 ·
2020 ·
2021 ·
2022 ·
2023 ·
2024 ·
2025